# ジャコム石川
株式会社ジャコム石川（ジャコムいしかわ）は、石川県内でスーパー『Aコープ』を展開する企業である。
ラジオななおで「三輪一雄　歌の直行便」のスポンサーについており、ネット局でもCMが聴けるため、関東・北海道・東海でもCMが聴ける。

## 沿革
- 1969年（昭和44年） - 経済連直営1号店（くみあいマーケット生鮮松任店）オープン。経済連100％出資により「アイケー食品（株）」設立。
- 1973年（昭和48年） - 石川県Aコープチェーン結成（7店舗）。
- 1985年（昭和60年） - 全国AコープチェーンでCI導入。これに合わせ「アイケー食品（株）」の社名を「（株）エーコープ石川」に変更。
- 1998年（平成10年） - 商系スーパー4店舗を買収。レギュラー化に向け経済連食品部がJA店舗の運営受託をスタート。
- 2000年（平成12年） - 経済連食品部（チェーン本部）、（株）エーコープ石川（直営店舗）、県下JAのAコープメンバー店舗を集約し、「（株）ジャコム石川」設立。
- 2001年（平成13年） - 2店舗を新規出店。
- 2004年（平成16年） - 県下Aコープ21店舗のうち、17店舗（直営12、受委託5）をレギュラー化。白山市北安田地区（千代野隣）に新規出店。
- 2006年（平成18年） - かほく市内日角地区に新規出店。
- 2007年（平成19年） - 白山市吉野地区に新規出店。
- 2011年（平成23年） - 野々市市住吉町に新規出店[2]

## 店舗一覧
- Aコープ直営店舗
  - 桔梗山代店
  - 粟津店
  - 今江店
  - 国府店
  - 蝶屋店
  - 手取店
  - ファミリーマート加賀野店
  - 安原店
  - 笠舞店
  - つばた店
  - 北安田店
  - かほく店

- Aコープ受託店舗
  - プ・ラ・ラ Aコープ 富奥店

- その他
  - 青果センター